# Liste der Baudenkmäler im Kölner Stadtteil Bickendorf
Die folgende Liste enthält die in der Denkmalliste ausgewiesenen Baudenkmäler auf dem Gebiet des Stadtteils Köln-Bickendorf, Stadtbezirk Köln-Ehrenfeld, Nordrhein-Westfalen.
Hinweis: Die Reihenfolge der Baudenkmäler in dieser Liste orientiert sich an den Straßennamen und ist alternativ nach Hausnummern, Denkmallistennummer oder Bezeichnung sortierbar.
Basis ist die offizielle Kölner Denkmalliste (Stand: 16. August 2012), die Baudenkmäler und Denkmalbereiche auflistet. Dabei kann es sich beispielsweise um Sakralbauten, Wohn- und Fachwerkhäuser, historische Gutshöfe und Adelsbauten, Industrieanlagen, Wegekreuze und andere Kleindenkmäler sowie Grabmale und Grabstätten, die eine besondere Bedeutung für die Geschichte Kölns haben, handeln. Grundlage für die Aufnahme in die offiziellen Denkmallisten ist das Denkmalschutzgesetz Nordrhein Westfalens.

| Bild                           | Bezeichnung                                             | Lage                                     | Beschreibung | Bauzeit | Einge- tragen seit | Denk- mal- nr. |
| ------------------------------ | ------------------------------------------------------- | ---------------------------------------- | ------------ | ------- | ------------------ | -------------- |
| weitere Bilder Fotos hochladen | Siedlung Bickendorf II                                  | Bickendorf Ahornweg 4–10                 |              |         | 21. November 1996  | 8024           |
| weitere Bilder Fotos hochladen | Siedlung Bickendorf II                                  | Bickendorf Ahornweg 17–27                |              |         | 21. November 1996  | 8024           |
| weitere Bilder Fotos hochladen | Siedlung Bickendorf II                                  | Bickendorf Akazienweg 56–68              |              |         | 21. November 1996  | 8024           |
| weitere Bilder Fotos hochladen | Siedlung Bickendorf II                                  | Bickendorf Akazienweg 143, 143a          |              |         | 21. November 1996  | 8024           |
| weitere Bilder Fotos hochladen | Siedlung Bickendorf II                                  | Bickendorf Akazienweg 145–157            |              |         | 21. November 1996  | 8024           |
| Fotos hochladen                | Pavillonbau                                             | Bickendorf Akazienweg o. Nr.             |              |         | 1. Juli 1980       | 345            |
| weitere Bilder Fotos hochladen | Siedlung Bickendorf II                                  | Bickendorf Am Haselbusch 1–11            |              |         | 21. November 1996  | 8024           |
| weitere Bilder Fotos hochladen | Siedlung Bickendorf II                                  | Bickendorf Am Haselbusch 2–16            |              |         | 21. November 1996  | 8024           |
| weitere Bilder Fotos hochladen | Siedlung Bickendorf II                                  | Bickendorf Am Rosengarten 60–74          |              |         | 21. November 1996  | 8024           |
| weitere Bilder Fotos hochladen | Siedlung Bickendorf II                                  | Bickendorf Am Rosengarten 78             |              |         | 21. November 1996  | 8024           |
| weitere Bilder Fotos hochladen | Siedlung Bickendorf II                                  | Bickendorf Am Rosengarten 79, 79a        |              |         | 21. November 1996  | 8024           |
| weitere Bilder Fotos hochladen | Siedlung Bickendorf II                                  | Bickendorf Am Rosengarten 81–97          |              |         | 21. November 1996  | 8024           |
| Fotos hochladen                | Platzanlage                                             | Bickendorf Am Rosengarten o. Nr.         |              |         | 1. Juli 1980       | 349            |
| weitere Bilder Fotos hochladen | Siedlung Bickendorf II                                  | Bickendorf Am Rosenhof 1–11              |              |         | 21. November 1996  | 8024           |
| weitere Bilder Fotos hochladen | Siedlung Bickendorf II                                  | Bickendorf Am Rosenhof 2–10              |              |         | 21. November 1996  | 8024           |
| weitere Bilder Fotos hochladen | Siedlung Bickendorf II                                  | Bickendorf An den Birken 30–34           |              |         | 21. November 1996  | 8024           |
| weitere Bilder Fotos hochladen | Siedlung Bickendorf II                                  | Bickendorf An den Birken 35–41           |              |         | 21. November 1996  | 8024           |
| weitere Bilder Fotos hochladen | Schule                                                  | Bickendorf Erlenweg 16                   |              |         | 19. Mai 1989       | 5022           |
| Fotos hochladen                | Pavillonbau                                             | Bickendorf Erlenweg o. Nr.               |              |         | 1. Juli 1980       | 345            |
| Fotos hochladen                | Wohnhaus                                                | Bickendorf Feltenstr. 41                 |              |         | 18. September 1990 | 5679           |
| weitere Bilder Fotos hochladen | ehem. Friedhof                                          | Bickendorf Feltenstr. o. Nr.             |              |         | 1. Juli 1980       | 357            |
| weitere Bilder Fotos hochladen | Siedlung Bickendorf II                                  | Bickendorf Grüner Brunnenweg 25–33       |              |         | 21. November 1996  | 8024           |
| weitere Bilder Fotos hochladen | Siedlung Bickendorf II                                  | Bickendorf Grüner Brunnenweg 39–53       |              |         | 21. November 1996  | 8024           |
| weitere Bilder Fotos hochladen | Siedlung Bickendorf II                                  | Bickendorf Grüner Brunnenweg 67–71, 71a  |              |         | 21. November 1996  | 8024           |
| weitere Bilder Fotos hochladen | Wohnhaus / Siedlung Bickendorf II                       | Bickendorf Grüner Brunnenweg 73          |              |         | 6. Oktober 1992    | 6639           |
| weitere Bilder Fotos hochladen | Siedlung Bickendorf II                                  | Bickendorf Grüner Brunnenweg 75–91       |              |         | 21. November 1996  | 8024           |
| weitere Bilder Fotos hochladen | Brunnen Treuer Husar                                    | Bickendorf Grüner Brunnenweg o. Nr.      |              |         | 1. Dezember 1992   | 6701           |
| weitere Bilder Fotos hochladen | Siedlung Bickendorf II                                  | Bickendorf Hainbuchenweg 1–11            |              |         | 21. November 1996  | 8024           |
| weitere Bilder Fotos hochladen | Siedlung Bickendorf II                                  | Bickendorf Hainbuchenweg 2, 2a           |              |         | 21. November 1996  | 8024           |
| Fotos hochladen                | Wohnhaus                                                | Bickendorf Holunderweg 10                |              |         | 19. August 1992    | 6591           |
| Fotos hochladen                | Wohnhaus                                                | Bickendorf Nagelschmiedgasse 4           |              |         | 7. November 1989   | 5351           |
| Fotos hochladen                | Wohn- und Geschäftshaus                                 | Bickendorf Nagelschmiedgasse 5a          |              |         | 8. März 1984       | 2147           |
| Fotos hochladen                | Wohnhaus                                                | Bickendorf Nagelschmiedgasse 10          |              |         | 9. Dezember 1988   | 4763           |
| Fotos hochladen                | Wohnhaus                                                | Bickendorf Nagelschmiedgasse 12          |              |         | 1. Juli 1980       | 373            |
| Fotos hochladen                | Wohnhaus                                                | Bickendorf Nagelschmiedgasse 14          |              |         | 26. Januar 1989    | 4824           |
| Fotos hochladen                | Wohnhaus                                                | Bickendorf Nagelschmiedgasse 16          |              |         | 23. Februar 1989   | 4847           |
| Fotos hochladen                | Wohnhaus                                                | Bickendorf Nagelschmiedgasse 18          |              |         | 30. Mai 1989       | 5056           |
| Fotos hochladen                | Wohnhaus                                                | Bickendorf Nagelschmiedgasse 20          |              |         |                    | 4923           |
| Fotos hochladen                | Wohnhaus                                                | Bickendorf Nagelschmiedgasse 22          |              |         | 20. Juni 1989      | 5066           |
| weitere Bilder Fotos hochladen | Siedlung Bickendorf II                                  | Bickendorf Platanenweg 1–11 Karte        |              |         | 21. November 1996  | 8024           |
| weitere Bilder Fotos hochladen | Kirche St. Dreikönigen                                  | Bickendorf Platanenweg 8 Karte           |              |         | 1. Juni 1982       | 1034           |
| weitere Bilder Fotos hochladen | Siedlung Bickendorf II                                  | Bickendorf Platanenweg 10–14 Karte       |              |         | 21. November 1996  | 8024           |
| Fotos hochladen                | Hofanlage Feltenhof                                     | Bickendorf Rochusstr. 22 Karte           |              |         | 18. Dezember 1986  | 3999           |
| Fotos hochladen                | Wohnhaus                                                | Bickendorf Rochusstr. 33 Karte           |              |         | 1. Dezember 1982   | 1209           |
| Fotos hochladen                | Wohnhaus                                                | Bickendorf Rochusstr. 35 Karte           |              |         | 18. Juni 1991      | 6104           |
| Fotos hochladen                | Wohn- und Geschäftshaus                                 | Bickendorf Rochusstr. 37 Karte           |              |         | 10. Juni 1991      | 6093           |
| Fotos hochladen                | Wohnhaus                                                | Bickendorf Rochusstr. 41 Karte           |              |         | 25. März 1991      | 5956           |
| Fotos hochladen                | Wohnhaus                                                | Bickendorf Rochusstr. 43–45 Karte        |              |         | 7. April 1986      | 3545           |
| Fotos hochladen                | Rest einer Hofanlage Lindweilerhof                      | Bickendorf Rochusstr. 80 Karte           |              |         | 1. Juli 1980       | 383            |
| Fotos hochladen                | Rest einer Hofanlage                                    | Bickendorf Rochusstr. 91–93 Karte        |              |         | 1. Juli 1980       | 382            |
| weitere Bilder Fotos hochladen | Kirche St. Rochus                                       | Bickendorf Rochusstr. 98                 |              |         | 1. Juni 1982       | 1035           |
| weitere Bilder Fotos hochladen | Stellwerksgebäude (Köln-Frechen-Benzelrather Eisenbahn) | Bickendorf Sandweg 215                   |              |         | 19. September 2001 | 7116           |
| weitere Bilder Fotos hochladen | Siedlung Bickendorf II                                  | Bickendorf Schlehdornweg 1               |              |         | 21. November 1996  | 8024           |
| weitere Bilder Fotos hochladen | Siedlung Bickendorf II                                  | Bickendorf Schlehdornweg 2               |              |         | 21. November 1996  | 8024           |
| weitere Bilder Fotos hochladen | Siedlung Bickendorf II                                  | Bickendorf Siedlung Bickendorf II o. Nr. |              |         | 21. November 1996  | 8024           |
| Fotos hochladen                | Wohnhaus                                                | Bickendorf Unter Kirschen 13             |              |         | 4. August 1981     | 741            |
| Fotos hochladen                | Wohnhaus                                                | Bickendorf Unter Kirschen 15             |              |         | 1. Juli 1998       | 8336           |
| weitere Bilder Fotos hochladen | St.-Rochus-Kapelle                                      | Bickendorf Venloer Str. 645              |              |         | 1. Juni 1982       | 1039           |
| weitere Bilder Fotos hochladen | Siedlung Bickendorf II                                  | Bickendorf Venloer Str. 710              |              |         | 21. November 1996  | 8024           |
| weitere Bilder Fotos hochladen | Siedlung Bickendorf II                                  | Bickendorf Venloer Str. 716–740          |              |         | 21. November 1996  | 8024           |
| weitere Bilder Fotos hochladen | technisches Denkmal / Fuhramt                           | Bickendorf Vogelsanger Str. 321          |              |         | 1. Juli 1980       | 397            |
| Fotos hochladen                | Wegekreuz „Dat rude Krüzz“                              | Bickendorf Vogelsanger Str. o. Nr.       |              |         | 10. November 1995  | 7667           |
| Fotos hochladen                | Siedlung Bickendorf II                                  | Bickendorf Wacholderweg 1–3              |              |         | 21. November 1996  | 8024           |
| weitere Bilder Fotos hochladen | Siedlung Bickendorf II                                  | Bickendorf Wacholderweg 2–4              |              |         | 21. November 1996  | 8024           |
| weitere Bilder Fotos hochladen | Siedlung Bickendorf II                                  | Bickendorf Weißdornweg 87–89             |              |         | 21. November 1996  | 8024           |
| weitere Bilder Fotos hochladen | Siedlung Bickendorf II                                  | Bickendorf Weißdornweg 91–95             |              |         | 21. November 1996  | 8024           |
| weitere Bilder Fotos hochladen | Siedlung Bickendorf II                                  | Bickendorf Weißdornweg 111–113           |              |         | 21. November 1996  | 8024           |
| weitere Bilder Fotos hochladen | Siedlung Bickendorf II                                  | Bickendorf Weißdornweg 112–130           |              |         | 21. November 1996  | 8024           |